# Charlie Bell (baloncestista)
Charlie Will Bell III (nacido el 12 de marzo de 1979 en Flint, Míchigan) es un exjugador de baloncesto estadounidense que disputó 7 temporadas en la NBA y otras en Europa. Con de 1'91 metros de altura, jugaba en el puesto de escolta. 

## Trayectoria deportiva

### Instituto
Empezó a jugar al baloncesto en el instituto Flint Southwestern Academy, donde era una estrella a nivel local y acabó como máximo anotador absoluto. Ya entonces tenía varias ofertas de diferentes universidades de toda América. Pero llegado el momento de elegir entre irse a otro estado o quedarse cerca de su hogar natal, Charlie, que es un tipo más bien familiar y casero eligió los Spartans de la Universidad Estatal de Míchigan. 

### Universidad
Allí se encontró con que no era el único jugador llegado de Flint, sino que sus compañeros Morris Peterson, Mateen Cleaves y Antonio Smith también compartían su mismo origen. Pronto se hicieron buenos amigos, y escogieron su número para el equipo de la siguiente manera: 
- Mateen Cleaves - 12
- Antonio Smith - 13
- Charlie Bell - 14
- Morris Peterson - 15

Sus años universitarios fueron excelentes, llevaron a Michigan State a lo más alto, ganando el campeonato nacional (NCAA) en 1999/2000 y a dos finales más, consecutivas. Les apodaron los Flintstones (juego de palabras entre su ciudad y el nombre de los Picapiedra en inglés) y se convirtieron en una leyenda en la universidad (donde también había jugado gente como Magic Johnson). Los cuatro decidieron tatuarse en el hombro derecho FLINT, en honor a su ciudad y a su maravillosa etapa en Michigan State. A nivel individual Charlie consiguió cuatro años consecutivos el título de mejor jugador defensivo. Bell se convirtió en uno de tres jugadores en la historia de Michigan State en acabar su carrera con más de 1.000 puntos (1.468), 500 rebotes (624) y 300 asistencias de (371) junto con el escolta Steve Smith exjugador de los San Antonio Spurs. Además, es hasta la actualidad uno de los dos únicos jugadores capaces de lograr un triple-doble en un partido defendiendo la camiseta de Michigan State; el otro capaz de lograrlo fue Magic Johnson. Fue titular en 136 de los 140 partidos que disputó y tuvo como compañeros a actuales estrellas NBA como Jason Richardson y Zach Randolph. Además, en su etapa universitaria conoció a la que acabaría siendo su esposa Kenya Howard (ahora Kenya Bell) estudiante de ingeniería y candidata a Miss América. Después se casarían y tendrían 2 hijos, Casey y Charlie. 
Después de esto llegaría el draft donde tanto Charlie como sus compañeros saldrían bastante mal parados, a excepción de Jason Richardson (Golden State Warriors) y Morris Peterson (Toronto Raptors). Randolph llega en papel muy secundario a Portland, elegido en un número alto del draft. Cleaves da vueltas de un equipo a otro en la NBA, pero sin llegar a asentarse. Charlie tras probar en los Phoenix Suns y los Mavericks sin éxito, se decide a emprender una aventura por Europa.

### Europa
Llega entonces a la Benetton Treviso, uno de los grandes de Europa. Allí es compañero de gente del nivel de Tyus Edney. En principio su papel es el de perro de presa: defender y asfixiar a la estrella del equipo rival. Pero inmediatamente su entrenador Mike D'Antoni (elegido mejor entrenador NBA del 2004) se da cuenta de que puede sacar mucho más partido a Bell, y decide darle las riendas del equipo. Y esto resultó ser un acierto. Charlie lideró junto a Garbajosa y Edney a la Bennetton a un título de la LEGA y una Final Four europea. D'antoni declaró recientemente "Sé que ha tenido problemas en el tobillo, pero es un jugador que me encanta. En Treviso era él quien tiraba de nuestro equipo. A mí me dio un campeonato y en general jugó muy bien. Es un fenómeno".
Así Charlie empezó a ser reconocido como una estrella a nivel europeo. En 2002-03 firmó con el Kinder Bologna, pero se lesionó gravemente en diciembre y se pasó la temporada en blanco prácticamente. En agosto del 2003 fue contratado por el Mabo Livorno también en Italia. Este era un equipo diferente a todos los anteriores. Era un equipo perdedor. Charlie acabó la temporada promediando 24 puntos por partido y 20 de valoración. Fue incluido en el quinteto ideal de la liga y consiguió el objetivo del equipo, la permanencia.
Al año siguiente, en el 2004 (teniendo 25 años) firmó por el C.B. Breogán de Lugo (aquella temporada denominado Leche Río Breogán), dirigido por Moncho López. Charlie sufre una lesión en un tobillo a principios de temporada, y la permanencia del equipo parece ya difícil. Pero antes incluso de estar recuperado, Bell vuelve a jugar, cojo. Realizando verdaderas hazañas, anotando 37 puntos a equipos como el Real Madrid o 30 al Tau Cerámica Baskonia, aún en mal estado físico. Una vez se recupera, se desata el espectáculo en la liga ACB, y logra anotaciones de 40 puntos -frente al Pamesa Valencia- o 41 puntos -frente al Fórum Valladolid-. Su tope de valoración es de 43 puntos frente al Caja San Fernando. Consigue 3 veces el galardón de jugador del mes(enero, febrero y marzo), y se coloca primero en el ranking de anotadores, de donde nadie le desbancaría ya. El equipo empieza a ganar, y durante algún momento hasta sueñan con los playoff, aunque finalmente no se consigue. Charlie acaba la temporada con un promedio de 27 puntos por partido, 3 rebotes, 2 asistencias y 22,8 puntos de valoración de media. Fue elegido en el quinteto ideal y estuvo cerca de ser MVP. Ganó el galardón de 'Gigante del año' que la revista "Gigantes" entrega cada al año al mejor jugador de la liga ACB, y logró el mayor promedio de puntos por partido de un jugador en la ACB desde 1990. En la ciudad de Lugo es recordado como un héroe, y se mantiene un grandísimo recuerdo de él entre los habitantes de la urbe. Es recordado como "O xenio de Flint" (el genio de Flint).

### NBA
La siguiente temporada, Charlie es contratado por los Milwaukee Bucks por dos años. Con un principio de temporada dubitativo, a partir de febrero/ marzo goza de más minutos y empieza a despuntar. Trabajando desde la defensa y ganando más autoridad en ataque se convierte en uno de los ídolos de los aficionados de Milwaukee por su garra y entrega. El 28 de marzo de 2006, Bell jugó en la NBA su mejor partido hasta el momento. Consiguió un triple-doble para liderar a los Bucks a ganar 132 a 110 contra los Suns. Logró 19 puntos, 13 asistencias y 10 rebotes. Después de que su anterior experiencia NBA fuese amarga, ahora Bell disfruta del éxito con los Bucks, con los que jugó los play-offs por el título en esa primera temporada. Pese a haber jugado muy poco al principio acabó la temporada con 8.4 puntos, 2.2 asistencias, y 2.0 rebotes en 21.7 minutos. En playoffs, su media subió hasta los 9.2 puntos. Su tope anotador está en 29 puntos contra Miami Heat.
La temporada 2006-2007 parecía propicia para que charlie comenzase a tomar parte en los quintetos titulares tras la salida de T.J. Ford a Toronto. El gran rendimiento del escolta Maurice Williams en la posición de "point guard" no permitió a bell comenzar el año como titular. De todos modos sus buenas actuaciones y la presencia de algún jugador exterior lesionado hicieron que tuviera que actuar como "1","2" y "3". Tras una veintena de partidos bell pasó a ser titular, condición que no abandonaría hasta final de temporada, con unos promedios bastante superiores a la temporada anterior( 13.5 puntos, 2.9 rebotes y 3.0 asistencias ).
El 22 de junio de 2010 fue traspasado junto con Dan Gadzuric a Golden State Warriors a cambio de Corey Maggette y una segunda ronda de draft.

## Estadísticas de su carrera NBA

### Temporada regular
| Año     | Equipo       | PJ  | PT  | MPP  | %TC  | %3P  | %TL   | RPP | APP | ROB | TPP | PPP  |
| ------- | ------------ | --- | --- | ---- | ---- | ---- | ----- | --- | --- | --- | --- | ---- |
| 2001–02 | Phoenix      | 5   | 0   | 8.4  | .273 | .000 | 1.000 | .8  | .4  | .0  | .0  | 1.6  |
| 2001–02 | Dallas       | 2   | 0   | 1.0  | .000 | .000 | .000  | .5  | .0  | .0  | .0  | .0   |
| 2005–06 | Milwaukee    | 59  | 6   | 21.7 | .439 | .423 | .708  | 2.0 | 2.2 | 1.0 | .1  | 8.4  |
| 2006–07 | Milwaukee    | 82  | 64  | 34.7 | .437 | .352 | .780  | 2.9 | 3.0 | 1.2 | .1  | 13.5 |
| 2007–08 | Milwaukee    | 68  | 5   | 23.9 | .381 | .341 | .805  | 2.5 | 3.1 | .8  | .0  | 7.6  |
| 2008–09 | Milwaukee    | 70  | 23  | 25.5 | .414 | .363 | .825  | 1.9 | 2.2 | .7  | .1  | 8.4  |
| 2009–10 | Milwaukee    | 71  | 39  | 22.7 | .381 | .365 | .716  | 1.9 | 1.5 | .6  | .2  | 6.5  |
| 2010–11 | Golden State | 19  | 0   | 9.0  | .279 | .286 | .500  | .9  | .7  | .3  | .0  | 1.7  |
| Total   | Total        | 376 | 137 | 24.9 | .412 | .361 | .769  | 2.2 | 2.3 | .8  | .1  | 8.5  |

### Playoffs
| Año   | Equipo    | PJ | PT | MPP  | %TC  | %3P  | %TL   | RPP | APP | ROB | TPP | PPP |
| ----- | --------- | -- | -- | ---- | ---- | ---- | ----- | --- | --- | --- | --- | --- |
| 2006  | Milwaukee | 5  | 0  | 21.6 | .395 | .455 | 1.000 | .6  | 1.4 | .6  | .4  | 9.2 |
| 2010  | Milwaukee | 3  | 0  | 2.7  | .000 | .000 | .000  | .0  | .0  | .0  | .0  | .0  |
| Total | Total     | 8  | 0  | 14.5 | .378 | .417 | 1.000 | .4  | .9  | .4  | .2  | 5.8 |